# Sh2-188
Sh2-188 (surnommée nébuleuse Firefox en raison de sa forme) est une nébuleuse planétaire visible dans la constellation de Cassiopée.
Sa position peut être facilement retrouvée en suivant la concaténation des étoiles δ Cassiopeiae, χ Cassiopeiae et HD 9352. La période la plus appropriée pour son observation dans le ciel du soir se situe entre les mois d'août et de janvier et est considérablement facilitée pour les observateurs situés dans les régions de l'hémisphère nord terrestre, où elle se produit circumpolaire jusqu'aux régions tempérées chaudes.
Bien qu'elle ait été incluse dans le catalogue Sharpless, il s'agit en fait d'une nébuleuse planétaire, située à une distance d'environ 218 pc (∼711 al) du système solaire. Elle apparaît comme une enveloppe bien marquée du côté est et très dispersée du côté ouest, où elle semble s'être déjà dissoute. En apparence, elle rappelle la nébuleuse Sh2-274. Grâce à sa vitesse d'expansion, un âge d'environ 7500 ans a été déterminé. Bien que son apparence ressemble à un reste de supernova, cette possibilité a été exclue en raison de la nature de ses émissions.